# 下塔夫達區

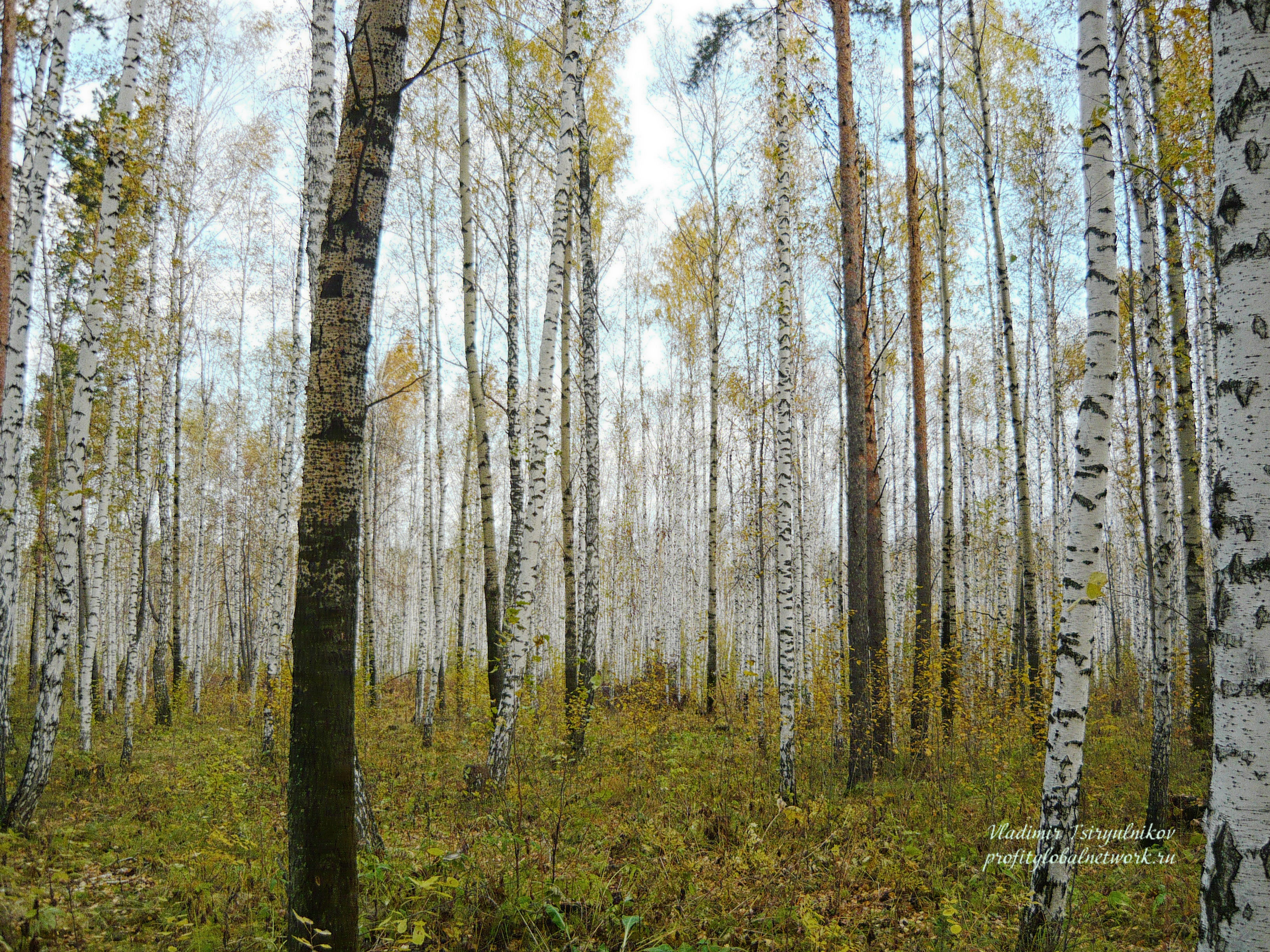

57°40′28″N 66°10′25″E / 57.67444°N 66.17361°E
下塔夫達區（俄语：Нижнетавдинский район），是俄羅斯的一個區，位於該國南部，由秋明州負責管轄，面積7,360平方公里，2010年該區人口23,048，人口密度每平方公里3.13人。